# Haaniella saussurei
Haaniella saussurei är en insektsart som beskrevs av Kirby 1904. Haaniella saussurei ingår i släktet Haaniella och familjen Heteropterygidae. Inga underarter finns listade i Catalogue of Life.